# Гопломах

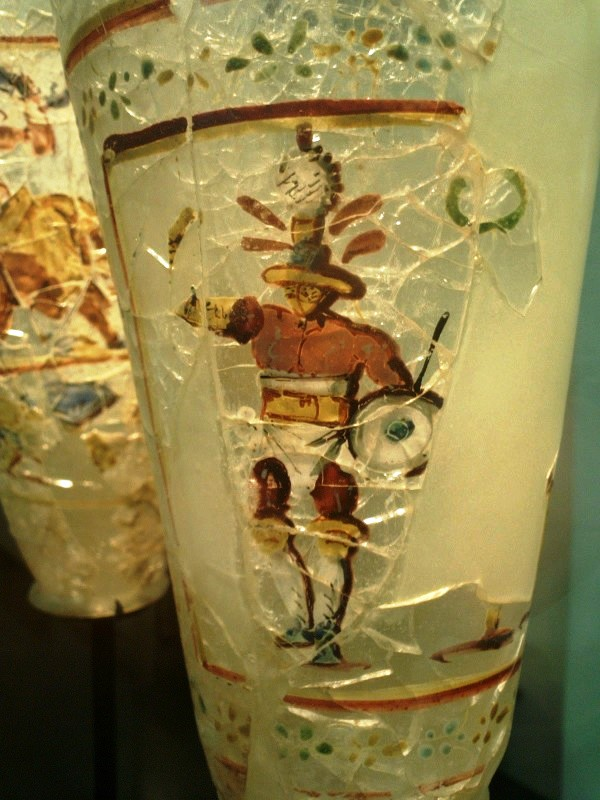
Гопломах, зображений на римському склі, знайденому в Беграмовому скарбі

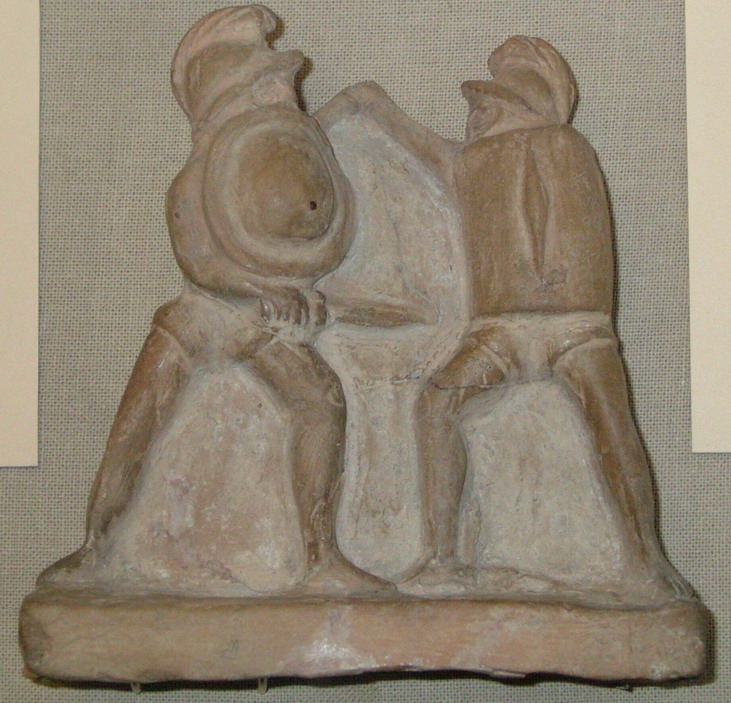
Гопломах (ліворуч) бореться з фракійцем (праворуч). Теракота, Британський музей

Гопло́мах (лат. hoplomachus, множина hoplomachi) — тип гладіатора в Стародавньому Римі. Назва hoplomachus походить від дав.-гр. ὁπλομάχος («броньований боєць») і пов'язана з назвою щита-гоплона, оскільки гопломахи мали представляти гоплітів. Гопломах носив бронзовий шолом, маніку на правій руці, набедрену пов'язку, важкі обмотки на ногах і пару високих наголінників, що сягали середини стегна. Його зброєю були спис-гаста і короткий меч. Гопломаха часто виставляли проти мірмілона (озброєного, як римський солдат), можливо, з метою відтворення римських воєн у Греції та на елліністичному Сході. Маленький круглий щит, був такою ж зброєю, як і меч або спис, на відміну від раніших гоплітів (які мали більший щит), що використовували його в основному для оборонних цілей, але також застовували у своїх шикуваннях для того, щоб таранити своїх супротивників на початку бою. Взуття гопломахи не носили.
Його звичайним суперником був мірмілон, але у виняткових випадках він міг битися з фракійцем. Фламандський філолог Юст Ліпсій висловив припущення, що hoplomachi — одне з двох позначень самнітів, і що самніти називалися «гопломахами», коли билися з фракійцями, і «секуторами», коли билися з ретіаріями.

### Опломахи
Так звані «опломахи» (oplomachi) — тип римських гладіаторів, який відносно мало згадується в літературних джерелах. Їх часто ототожнюють з гопломахами, але літературні згадки, здається, не пов'язують їх, незважаючи на подібність імен. Хоча історичні свідчення ідентифікують їх насамперед як противників фракійців, вони фігурують у Помпейському списку як противники не лише їх, але й мірмілонів і димахерів.